# Мессаже, Аннет
Аннет Мессаже (фр. Annette Messager; 1943, Берк, Франция) — французский художник.

## Биография
Аннет Мессаже родилась в 1943 году в Берк во Франции. С 1962 по 1966 годы училась в Высшей национальной школе декоративного искусства в Париже, где создавала сюрреалистические скульптуры. В 1961 году она выиграла гран-при международного конкурса, спонсором которого выступала компания Kodak. В 1964 году Мессаже путешествовала по Азии, купив камеру в Гонконге, делала фотографии в Японии, на Филиппинах, в Камбодже, Индии и Израиле. В следующем году она посетила Непал и Цейлон, и США вскоре после этого.
В 1971 году Галерея Germain в Париже пригласила её участвовать в выставке, тематически связанной с шерстью. Мессаже представила для шоу мёртвого воробья, для которого она связала покрывало. Эта работа положила начало серии «The Boarders» (1971-72), в которой она впервые начала использовать чучела в своей скульптуре.
С 1971 по 1974 годы Мессаже создала ряд альбомов записок, рисунков и фотографий, которые могли быть выставлены на стене галереи, как, например, «How My Friends Would Do My Portrait» (1972). В 1973 году на рисунке «The Bedroom Works/The Studio Works» художница изобразила свою квартиру, разделив её на спальню (территория Мессаже-коллекционера) и студию (Мессаже-художник). Эти персонажи будут появляться затем неоднократно в творчестве Мессаже, наряду с другими — обманщиком, практичной женщиной, торговцем, дальше размывая границу между вымыслом и реальностью в её работе.
В начале 1980-х Мессаже создала ряд инсталляций, таких как «Chimaeras» (1982-84), используя крупномасштабные изображения гротескных существ и повседневных предметов, состоящих из искаженных частей тела. Её изучение человеческого тела продолжилось в серии «My Trophies» (1986-88), в которой она создала свои собственные «карты» тела, рисуя поверх фотографий частей тела, напечатанных в разном масштабе.
В «My Works» (1987) Мессаже снова развернула фотографии на стене галереи, на этот раз соединив их при помощи текста, написанного на стенах. Для ретроспективы в Музее Гренобля в 1989 она создала « My Little Effigies» (1988) — серию, в которой она вешала фотографии частей тела вокруг шей чучел животных, сгруппированных вдоль стены, с одним словом, написанным много раз карандашом рядом с каждым животным.
В 2000-е годы Мессаже расширила исследования тел и их жуткой фрагментации: «Jointed/Disjointed» (2001-02) включает помимо чучел человеческие и животные части, а также гибридные формы, свисающие с потолка. Для монументальной инсталляции «Them and Us, Us and Them» (2002) она использовала сотни чучел птиц, мелких млекопитающих, созданий в форме перчатки на зеркальных платформах, подвешенных к потолку на разной высоте. В «Spectres of the Comtesse Hospice» (2004) гигантские органы, сделанные из искусственной кожи, свешиваются с потолка в тёмной сетке.
Мессаже участвовала в большом количестве групповых выставок, включая Биеннале Парижа (1977), Документу 6 и 11 (1977 и 2002), Сиднейскую биеннале (1979, 1984 и 1990), Венецианскую биеннале (1980, 2003 и 2005), Biennale d’Art Contemporain de Lyon (2000), Ливерпульскую биеннале (2008). Получила в 2005 приз Венецианской биеннале. Она живёт и работает в Малакофф, пригороде Парижа.

## Творчество
В своих инсталляциях художник использует фотографии, рисунки, вязание, вышивание, шитье и найденные объекты.
Её работы часто содержат фрагменты, как, например, «My Vows» (серия, начатая в 1988), которая включает большое количество маленьких изображений частей тела. Эта тенденция к фрагментации и перечислению (каталогу) присутствует повсюду в её творчестве. Она собирает пятна краски, фотографии детей со стертыми глазами и рисунки собственных детей. Она вышивает французские пословицы и делает рисунки, основанные на популярных в медиа изображениях счастья. Отдельные элементы этих каталогов выглядят как маленькие снимки тем, которыми Мессаже занимается — вопросы сексуального и физического насилия, фрагментация тела, грех, одержимость внешним видом, сказки, дети, символы, чучела, маскировка, искажение, повторение. Её работы часто выполнены с использованием «женских» материалов и техник.
Мессаже начала свою карьеру среди бурного климата, связанного со студенческими волнениями в Париже в 1968. В атмосфере радикализма она открыла, что искусство может быть найдено на улице и быть связанным с решением задач повседневной жизни, а не только существовать в закрытом пространстве музея. Некоторые из её ранних работ, такие как «Boarders at Rest» (1971-72), в которой она одела десятки забальзамированных воробьев в вязанные кофты, или «My Collection of Proverbs» (1974), подборка преимущественно женоненавистнических фраз, поспешно вышитых на квадратах ткани, использовали скромные материалы и методы, связанные с домашним хозяйством и считающиеся «женской работой».

## Выставки Аннет Мессаже в России
- В июле 2010 года в рамках Года Франции в фонде культуры «Екатерина» открылась выставка Аннетт Мессаже «Вымыслы, искушения, манипуляции», сделанная Московским домом фотографии при поддержке НОВАТЭКа и BSGV[3].